# George Danzer
George Danzer (São Paulo, 17 juli 1983) is een Duits professioneel pokerspeler. Hij won onder meer het $10.000 Seven Card Razz- en het  $10.000 Seven Card Stud Hi/Lo-toernooi van de World Series of Poker 2014, goed voor hoofdprijzen van $294.792,- en $353.696,-. Danzer won tot en met juni 2016 meer dan $2.675.000,- in pokertoernooien (cashgames niet meegerekend).

## Wapenfeiten
Danzer nam in 2005 voor het eerst deel aan de World Series of Poker en won in 2006 voor het eerst prijzengeld in een professioneel pokertoernooi, het Paris Open of Poker 2006. Hij bouwde vervolgens voornamelijk online een reputatie op. Daar won hij in 2009 en 2012 World Championship of Online Poker (WCOOP)-titels en in 2014 zijn vierde Spring Championship of Online Poker (SCOOP)-titel. Ook haalde Danzer in de tussentijd live regelmatig geldprijzen op de European Poker Tour binnen met klasseringen tussen de 24ste en 142ste plaats en speelde hij zich tot en met 2013 acht keer 'in het geld' op toernooien van de jaarlijkse World Series of Poker. In vijf gevallen deed hij dat door zich te plaatsen voor een finaletafel. Zo werd hij op de World Series of Poker 2010 derde in het $10.000 World Championship No Limit Deuce to Seven Draw-toernooi, op de World Series of Poker 2012 tweede in het $2.500 Omaha/Seven Card Stud Hi/Lo-toernooi en datzelfde jaar derde in het $10.000 No Limit 2-7 Draw Lowball-toernooi.

## WSOP Player of the Year 2014
Danzers live-doorbraak vond plaats tijdens de World Series of Poker 2014. Hij won hier voor het eerst een WSOP-titel en elf dagen later ook direct zijn tweede. Daarnaast werd hij onder meer vijfde in het  $10.000 Limit 2-7 Triple Draw-toernooi en negende in het $10.000 Seven Card Stud Hi/Lo-toernooi. Danzer won in oktober 2014 vervolgens zijn derde WSOP-titel door op de World Series of Poker Asia Pacific het A$ 5.000 Mixed Event 8-Game-toernooi te winnen. Hij speelde zich in 2014 in totaal tien keer naar een geldprijs op een WSOP titel-evenement, waarbij hij drie keer een toernooi won en hij in twee andere ook de finaletafel bereikte. Zijn resultaten bezorgden hem op het einde van het WSOP-seizoen de titel WSOP Player of the Year 2014.
Danzer verbeterde op de World Series of Poker 2015 zijn beste eindklassering in het Main Event van 305e (uit 2006) naar 280e. Op de World Series of Poker 2016 behaalde hij zijn vierde WSOP-titel. Door 135 tegenstanders te verslaan, won hij net als in 2014 het $10.000 Seven Card Stud Hi-Lo Split-8 or Better Championship, ditmaal goed voor $338.646,-.

## WSOP-titels
| Jaar                                    | Toernooi                                                     | Prijs      |
| --------------------------------------- | ------------------------------------------------------------ | ---------- |
| World Series of Poker 2014              | $10.000 Seven Card Razz                                      | $294.792,- |
| World Series of Poker 2014              | $10.000 Seven Card Stud Hi/Lo                                | $353.696,- |
| World Series of Poker Asia Pacific 2014 | A$ 5.000 Mixed Event - 8 Game                                | $84.600,-  |
| World Series of Poker 2016              | $10.000 Seven Card Stud Hi-Lo Split-8 or Better Championship | $338.646,- |